# DUKW

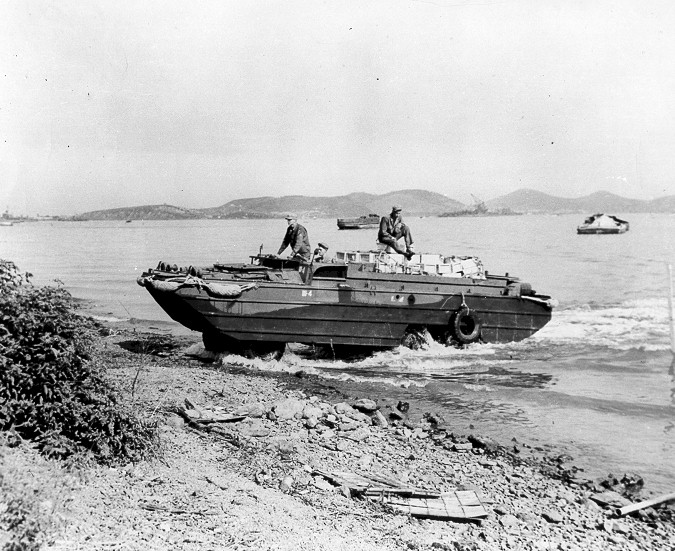
登陸中的DUKW。

DUKW（又名DUCK，鴨子）是二戰時期盟軍的6輪兩棲裝甲車，由通用動力（GMC）製造，二戰時用於運載物資及部隊穿越水陸及登陸作戰用途，二戰後改為運載遊客作旅遊用途。

## 簡介

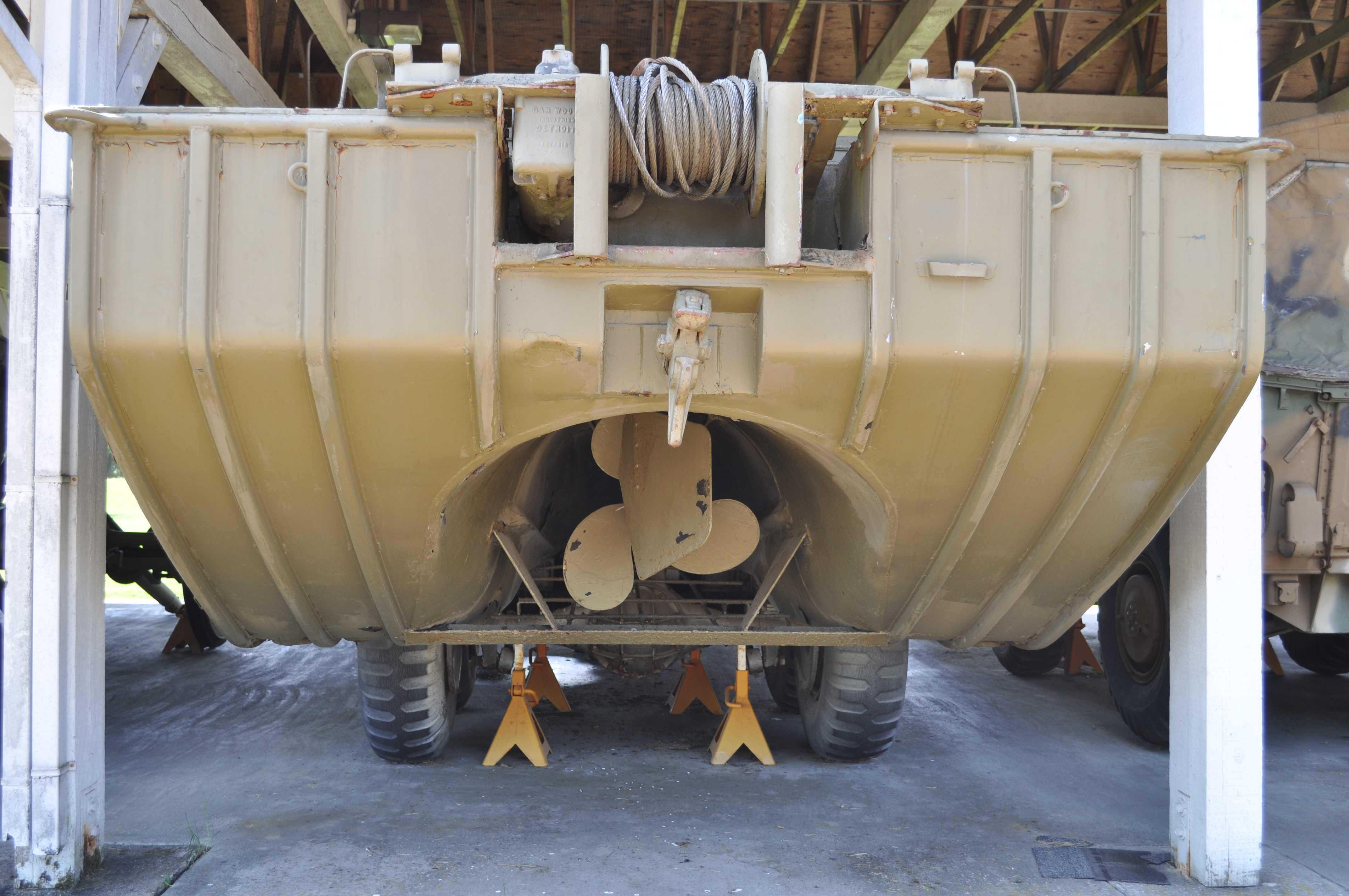
DUKW的車尾有水上行駛用的螺旋槳和船舵

DUKW由斯帕克曼與斯蒂芬公司的遊艇設計師Dennis Puleston（英國水兵）及Frank W. Speir（麻省理工學院儲備軍官訓練團中尉）設計，美國國防部科研委員會及美國科學研究與開發辦公室開發。DUKW的車身設計深受福特GPA兩棲吉普車的影響，如同是GPA的放大，DUKW的車尾有水上行駛用的螺旋槳和船舵，其車身內部結構設計則來自CCKW-353卡車。
最初軍方拒絕裝備DUKW，但當美國海岸警衛隊的一艘巡邏艇在麻薩諸塞州普文斯鎮海灘擱淺後，試驗型DUKW被派至該區作搜救工作，當時正值大浪、下雨而且風速高達110公里每小時，DUKW仍可穩定航行，並救回7名海岸警衛隊隊員，令軍方的拒絕態度有所軟化，其後DUKW更橫渡英吉利海峽以顯示其適航性。
DUKW的名字其實是軍隊中的雙關語，亦是二戰時美軍軍用車輛術語，其中D是設計年份“designed”（1942年），U解作“utility”（兩棲／多用途車輛），K解作四輪驅動，W解為兩條驅動後軸。初期量產試驗的DUKW為六輪驅動，係基於GMC ACKWX（GMC CCKW的COE版本）平頭車（cab-over-engine）而設計，裝有防水車殼及螺旋槳，最終定型的量產版本改為基於GMC CCKW原版，DUKW裝有4.416公升GMC直-6引擎，總重7.5噸，水上時速為10公里，陸上為80公里，長9.3米，寬2.4米，高2.6米（連帆布頂篷），戰時制造了超過21000架。由於要減低在水上航行時的重量及提高穩定性，車身只裝有1/8及1/16寸的鋼鐵薄板，所以DUKW並非裝甲車輛，但配備高力量船底水泵以防薄車殼在水中穿孔時沉沒。
DUKW是第一種可在駕駛室內改變輪胎氣壓的車輛，輪胎可完全充氣以應付硬地路面，亦可降低輪胎氣壓以應付如沙灘的軟陸，其後大量軍用車輛亦裝備此功能。

## 服役歷史

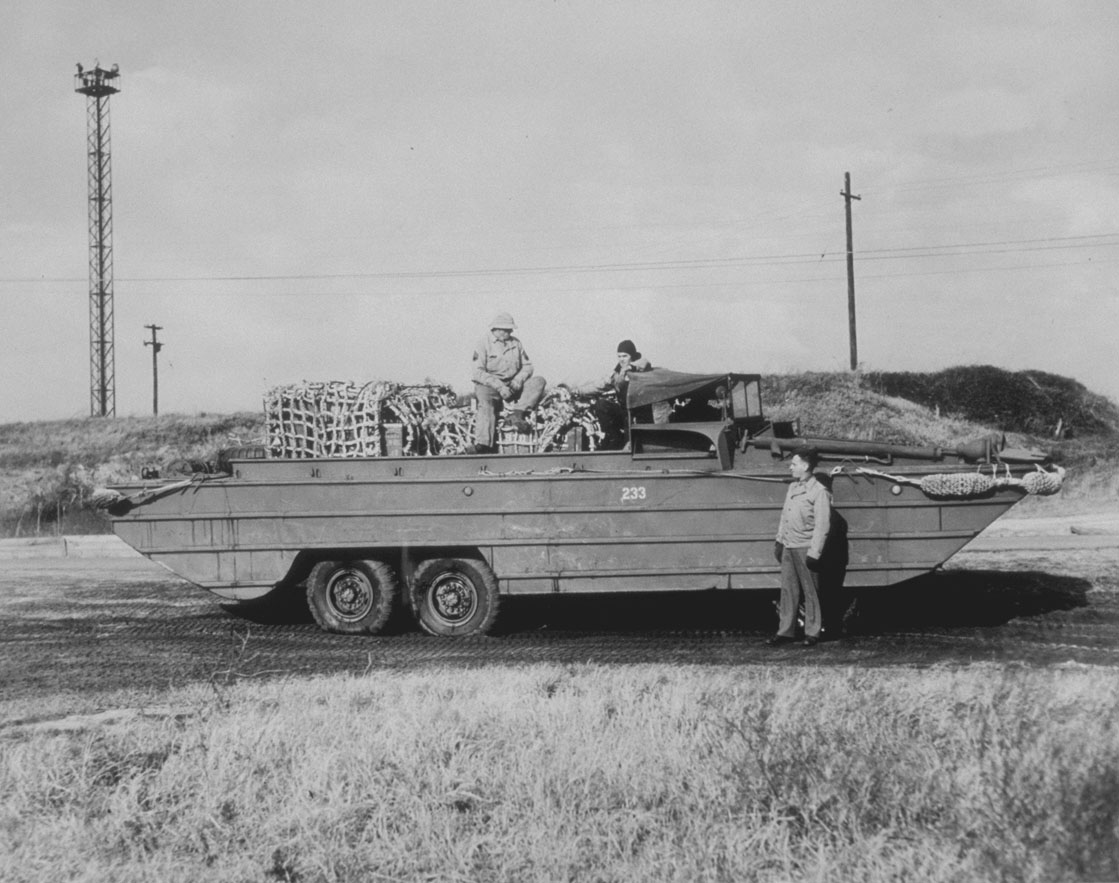
二戰時期的DUKW。

二戰時期DUKW被用於太平洋戰爭、北非及D日諾曼第等的登陸任務，當時敵軍佔領了所有港口，DUKW在90日內為盟軍運送了18萬噸物資。
後來在二戰以後，DUKW也大量外銷給世界其他地區的美國盟邦，並在韓戰與八二三砲戰中發揮了扭轉戰局的功用。

## 戰後用途
在40年代後期至50年代，陸軍的項目工程師正在開發一種“更大及更好”的兩棲車輛，名為‘超級鴨子（Super Duck）’、‘公鴨（Drake）’及‘BARC ’。當時大量剩餘的DUKW被消防部門用作兩棲援救車輛，海岸警衛隊亦有裝備。
現在，大量DUKW仍然在使用，如建築用途、水陸觀光旅行團，以下是使用DUKW的城市：
- 奧爾巴尼
- 巴爾的摩
- 波士頓
- 布蘭森（密蘇里州）
- 查特怒加
- 都柏林（愛爾蘭首都）
- 葡萄藤（德州）（兩架，紫色及白色）
- 哈利法克斯，新斯科細亞，加拿大
- 檀香山
- 凱契根，阿拉斯加
- 利物浦
- 倫敦
- 孟菲斯
- 費城
- 匹茲堡
- 波特蘭（緬因州）
- 波特蘭（奧勒岡州）
- 普洛威頓斯 (羅德島州)
- 羅托路亞
- 西雅圖
- 舊金山（兩架，一架名叫‘北京鴨（Peking Duck）’）
- 聖赫利爾
- 喬治亞州石山公園（喬治亞州）
- 華盛頓
- 威斯康星
- 高雄市 （駁二特區，遊覽愛河）
- 悉尼

旅遊用途的DUKW全部被重新塗漆，換上現代化柴油引擎及固定車頂，令其類似普通巴士以獲得公共車輛牌照及客船牌照。
英國皇家海軍仍保留小量兩棲車輛在蘇格蘭作登陸訓練用途。

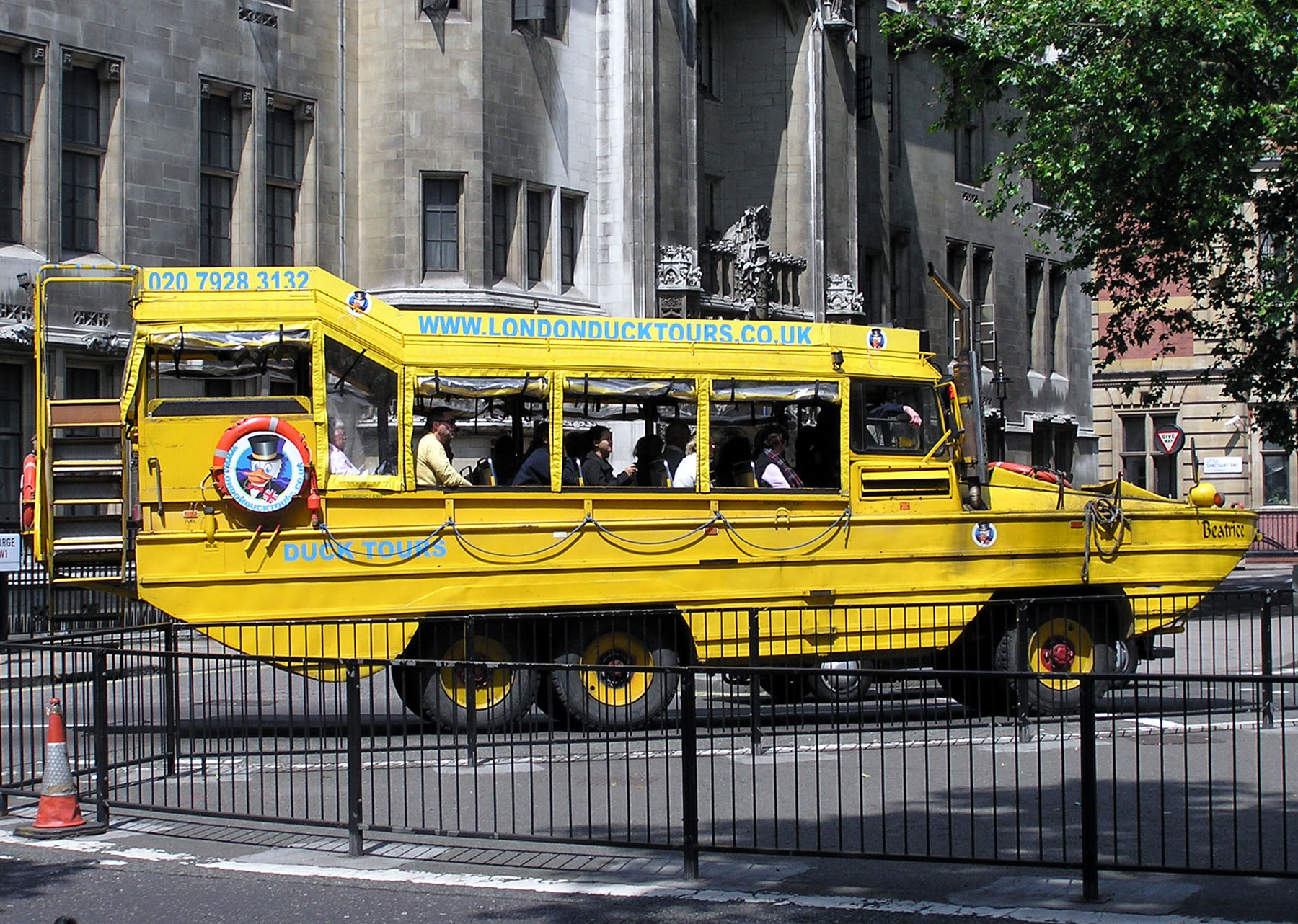
倫敦的DUKW觀光旅行團，留意車殼的前輛位置被改裝。
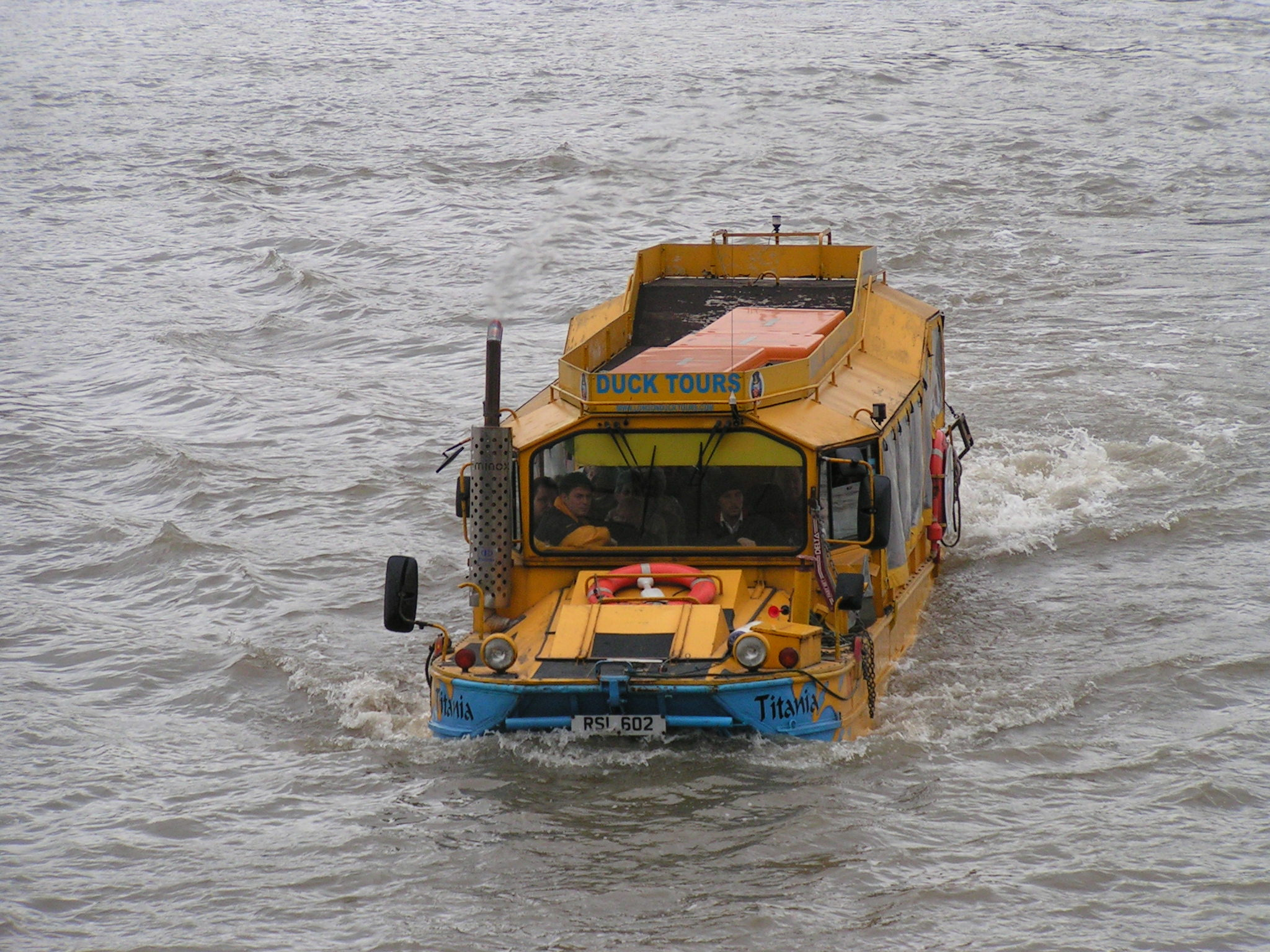
倫敦泰晤士河的DUKW。
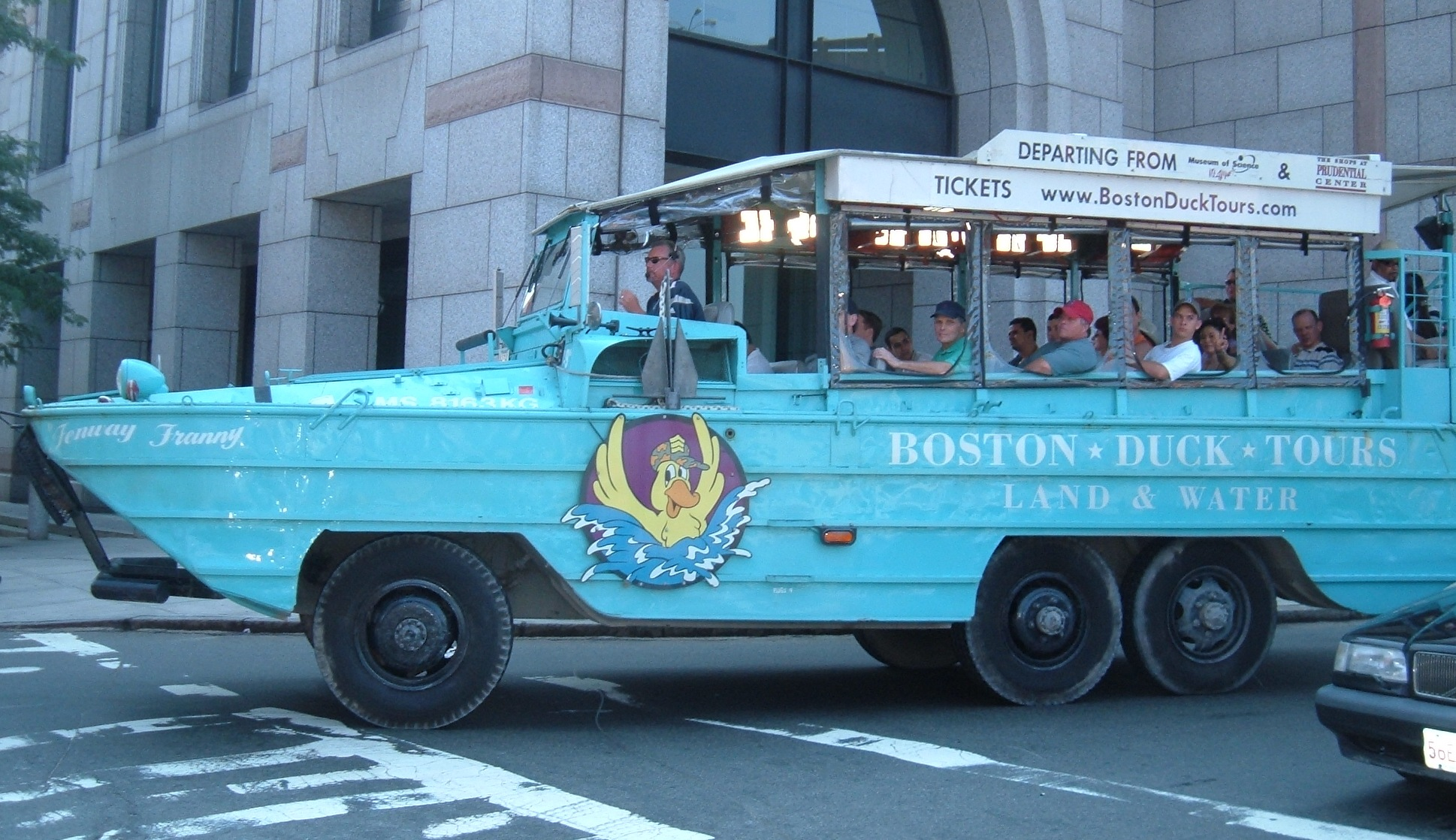
波士頓的DUKW。
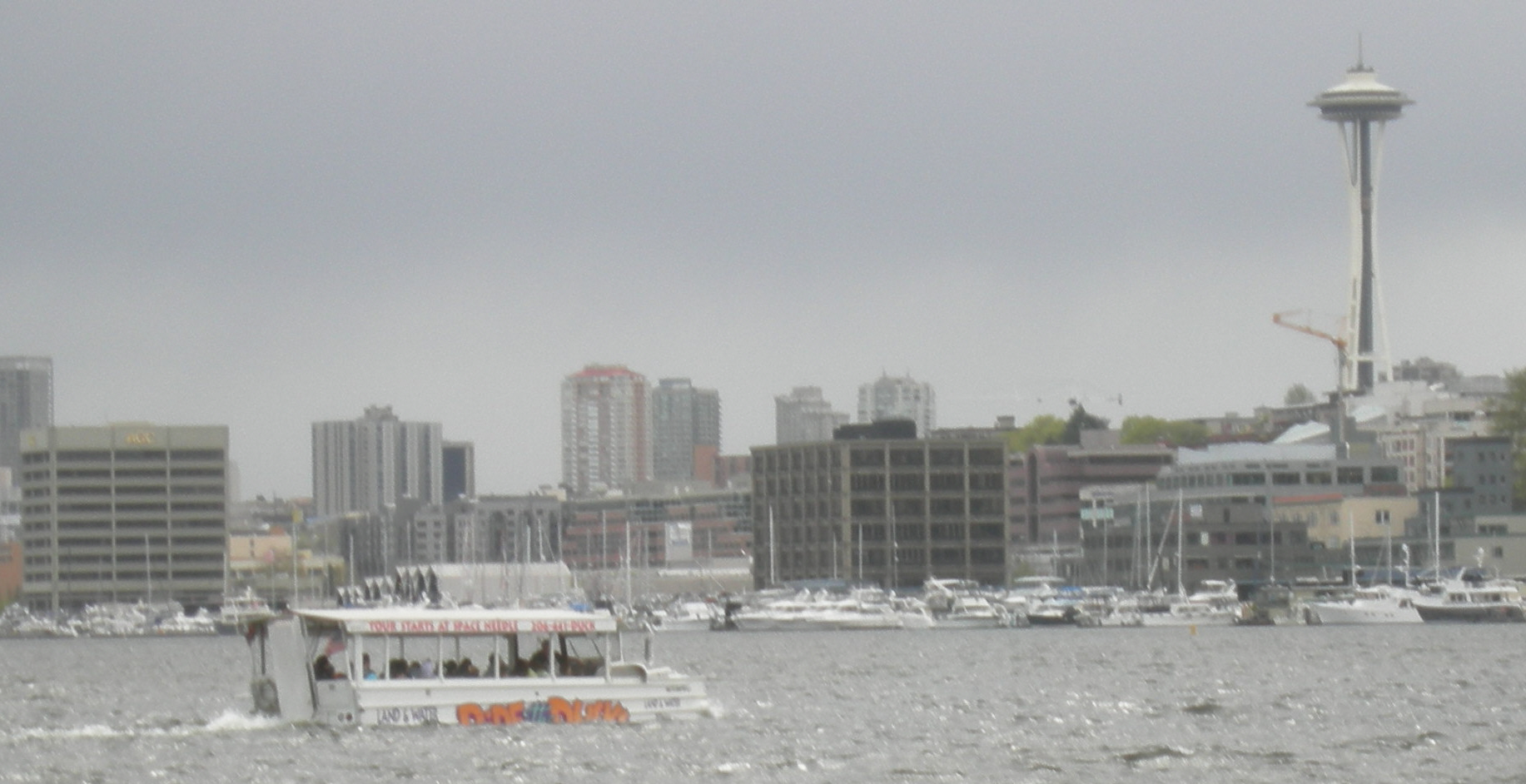
西雅圖的DUKW(Ride the Ducks觀光旅行團)。

## 仿制

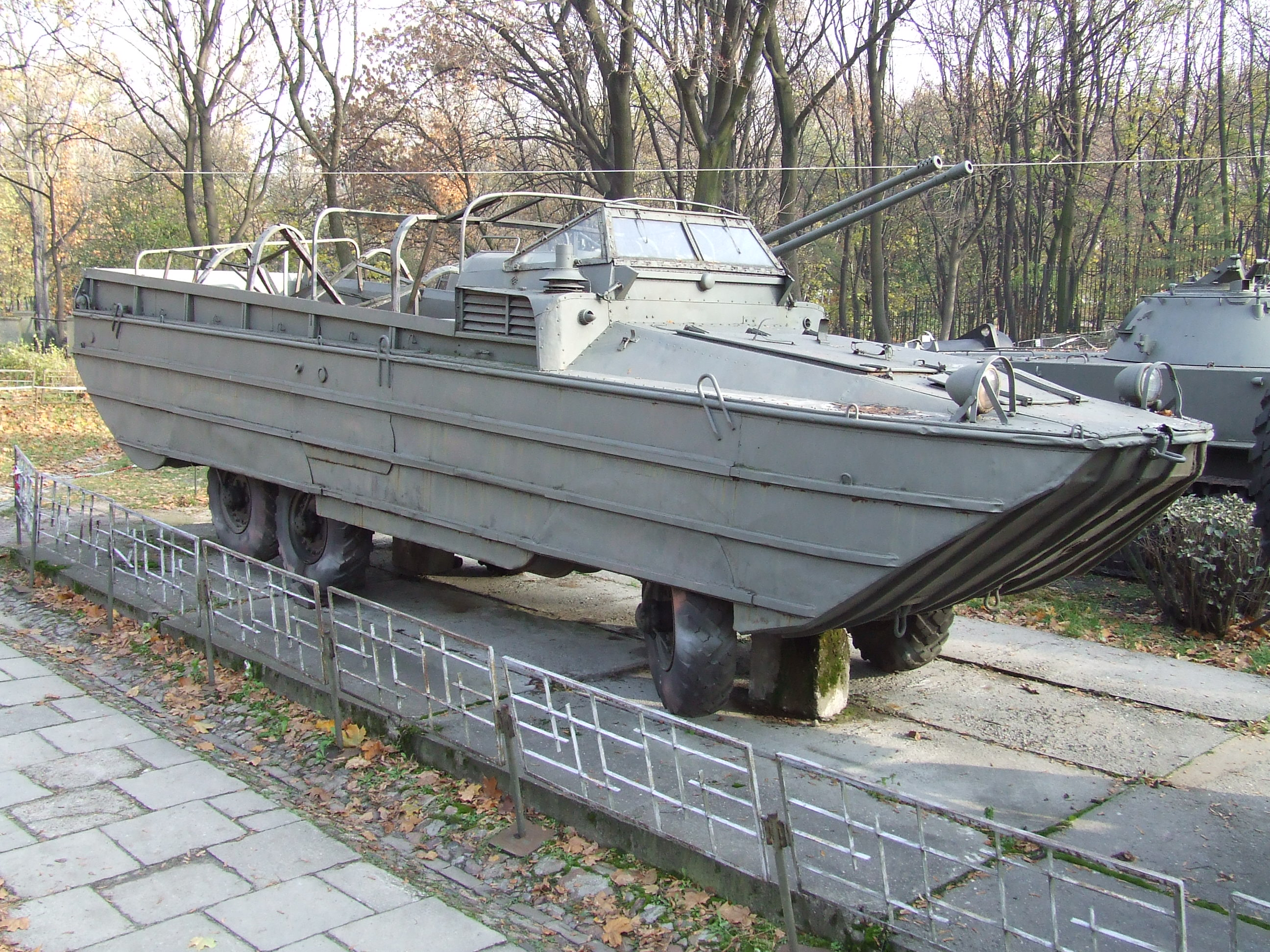
蘇聯BAV 485

蘇聯於1951年仿制DUKW，名為BAV 485，越南人民海軍（Vietnam People's Navy）在1970年代的亦有裝備。

## 資料來源
- （英文）—美國陸軍戰車博物館[]

## 外部連結
- （英文）—斯帕克曼與史蒂芬公司（Sparkman & Stephens）主頁（页面存档备份，存于）